# Гиднангиевые
Гиднангиевые (лат. Hydnangiaceae) — семейство грибов порядка Агариковые (Agaricales).

## Описание
Плодовые тела шляпконожечные или гастероидные, произрастают под землёй или на её поверхности. Шляпка (если она имеется) гладкая или мелкочешуйчатая, оранжево-бурого или сиреневого цвета, с редкими толстыми пластинками. Гастероидные плодовые тела неправильной формы, с колюмеллой или без неё. Гифальная система мономитическая, гифы обычно вздутые, с пряжками. Цистиды обычно отсутствуют. Базидии булавовидной формы, дву- или четырёхспоровые. Споры шаровидной или продолговатой формы, шиповатые или неровные, бесцветные, неамилоидные.

## Экология
Произрастают на земле или под землёй в хвойных и широколиственных лесах, широко распространены по всему миру.

## Таксономия

### Синонимы
- Laccariaceae Jülich, 1981

### Представители
- Hydnangium Wallr., 1839
- Laccaria Berk. & Broome, 1883 — Лаковица
- Maccagnia Mattir., 1922